# Nex Aviation
Nex Aviation fue una aerolínea chárter, con base en Galway, Irlanda, que comenzó a operar el 1 de julio de 2007, usando un BAe 146-200 anteriormente perteneciente a Flightline. 
La aerolínea voló desde Waterford y Galway a través de la operadora regional irlandesa, Aer Arann, durante los meses de verano. 

## Flota histórica
La flota de Nex Aviation se compuso de las siguientes aeronaves:
| Aeronaves | Total | Introducido | Retirado | Matrículas      |
| --------- | ----- | ----------- | -------- | --------------- |
| BAe 146   | 2     | 2007        | 2008     | EI-CNQ y G-TBIC |